# Kara Thrace
Kara "Starbuck" Thrace je lik iz nove verzije serije "Battlestar Galactica", a glumi ju Katee Sackhoff. Kara se smatra najboljim pilotom Vipera zbog čega ima dosta problematičan karakter koji ju često sprječava da napreduje u karijeri. No unatoč tome zahvaljujući Williamu Adami, Thraceine sposobnosti u borbi su se proširile izvan njezinog cockpita na korist čitave flote.

## Pozadina
- Thrace je imala nesretno djetinjstvo i majka, Sokrata Thrace, ju je često tukla tako da je prihvatila bol kao dio života
- njezin otac je bio pijanist
- Thrace je napustila vojsku da se pridruži vojsci
- Prije nego što je došla na Galacticu bila je instruktor pilota na svemirskoj krstarici Triton.
- Bila je talentirani igrač piramide i dobila je stipendiju, ali je zbog ozljede koljena morala odustati i tako otkrila strast prema letenju
- Thrace se zaljubila u mladog regruta, Zaka Adamu. Unatoč njegovoj mediokratskoj sposobnosti da upravlja Viperom, Thrace ga je pustila da prođe na ispitu što je rezultiralo njegovom pogibijom na jednoj od letačkih vježbi
- Thrace je napustila letačku školu i otišla obavljati pilotske dužnosti na Galacticu pod zapovjedništvom Williama Adame, gdje je služila dvije godine – sve do Cylonskog napada na kolonije.
- Za vrijeme Cylonskih napada imala je mali stan u Delfiju gdje je bila parkirana Kolonijalna verzija Hummera kojega je iskoristila s Heloom da pobjegne iz grada i ode na selo gdje je upoznala budućeg supruga Andersa. Rijetko se koristila stanom. Thrace je bila vrlo predana slikarica i njen stan je bio ispunjen njenim slikama i pijesmom napisanom na zidu.
- Unatoč njezinom lakomislenom odnosu prema životu, Thrace je skrivala činjenicu da je duboko spiritualna. Ona se često moli Bogovima Kobola, pogotovo Afroditi i Artemidi

## Kratka povijest lika
- Thraceino ponašanje je brzo omrazi kod pukovnika Saula Tigha, Galaktikinog prvog časnika. Njihova otvorena obostrana antipatija dovodi do razmjene udarac gdje Thrace završava u zatvoru. Nakon napada Cylona ona se vraća na dužnost pilota Vipera.

- Thrace uspjeva odvratiti dva od tri nuklearna projektila da udare Galacticu u prvom napadu Cylona, i spašava zapovjednika Adamu od propasti inovativnim manevrom u borbi kod Ragnarskog skladišta oružija

- Njene sposobnosti spašavaju Apolla što joj donosi poštovanje u očima pukovnika Saula Tigha

- Thrace sudjeluje u oslobađanju talaca na brodu Astral Queen.

- Thrace napokon priznaje svoju grešku oko Zaka Adame njegovom ocu Williamu Adami, čin koji umalo razori njihovo prijateljstvo

- Za vrijeme iznenadnog napada s Cylonima tijekom trening, Starbuck uništi nekoliko Cylonskih Raidera, ali njezin brod je oštećen i ona je prisiljena sletjeti na mali negostoljubivi mjesec. Tamo ulazi u Cylonski Raider i kao prvi čovjek pilotira tim brodom do Galactice

- Tijekom Thraceinog neželjenog ispitivanja cylona Leobena Conoya koristi se drastičnim mjerama da dođe do informacija

- Thrace unatoč zabrani Williama Adame i pod zahtjevom predsjednice Roslin odlazi na Capricu da u Delfijskom muzeju uzme Apolonovu strijelu. Tamo ju napada cylonka Broj Šest, no Thrace uspije pobijediti u borbi.

- Dok boravi na Caprici Thrace zarobe Cyloni, odvode u bolnicu gdje eksperimentiraju na njezinim jajnim stanicama.

- Iako u bolovima Thrace bježi iz bolnice, nakon što ubije sve ostale žene na kojima su vršeni eksperimenti u bolnici

- Prije nego što pobjegne s planete daje obečanje vođi otpora Samuelu Andersu da će se uskoro vratiti po njega

- S timom kojega predvodi Laura Roslin, Lee Adama i netom oporavljeni zapovjednik Adama, Thrace ulazi u Ateninu Grobnicu gdje uspješno uporabljuje Apolovu strijelu da dođe do informacija gdje se nalazi Zemlja

- S dolaskom Pegasusa, admiralica Helena Cain uzima Thrace da bude glavni pilot na Pegasusu.

- Nakon dogovora za uništavanje cylonskog broda uskrsnuća, admiral Adama traži od Thrace da u datom trenutku ubije admiralicu Caine, ali na posljetku ipak odustaju od tog plana

- Starbuck i Kat su uključeni u obranu rudarske misije od cylonskih raidera. Jedan raider nadimka Ožiljak, potiče nadmetanje među pilotskim asevima uništavajući sve novajlije pred sobom. Starbuck potresena prijašnjim ljubavnim jadima s Andersom popije više alkohola i nehotice uzrokuje smrt novajlije koji ju je zamjenjivao. Nakon toga shvati svoju grešku i zajedno s Kat uništi Scara.

- Thrace je prebačena na Pegasus kao letački instruktor. Iako ju piloti vole, zapovjednik Barry Garner ju ne voli i kažnjava ju zbog neposluha. Nakon toga Thrace se vraća na Galacticu

- Thrace odlazi na Capricu da spasi Andersa. Tamo ih uhvate u zasjedu cylonski centurioni i Starbuck i Anders se dogovaraju da se međusobno ubiju ne bi li tako izbjegli mučenje. Tada se pojavljuje svećenik koji im govori kako su cyloni odustali od rata i zauvijek se povukli. Nakon toga njoj ne predstavlja iznenađenje da je taj svećenik cylon kada se vrate na Galacticu

- Unatoč cylonskim mirovnim izjavama i činjenici da je flota pronašla dobro skrivenu planetu, Thrace se zajedno s ostalom flotom nastanjuje na planet koju zovu Nova Caprica

- Na Novoj Caprici, Starbuck se ponašala netipično za sebe, uključujući grljenje Tigha i njegovanje svojeg bolesnog supruga Andersa, iako je noć prije vjenčanja vodila ljubav s Leejem

- Užasnuta je gledala stotine cylonskih brodova kako lete nebom Nove Caprice kada je ipak skupila snagu i rekla kako će se boriti protiv njih do smrti

- Tijekom cylonske okupacije Thrace je bila zatvorena u stanu s cylonskim modelom Leobenom koji ju je tjerao da ga voli i da se preobrati na cylonsku monoteističku vjeru. Ona je ubijala Leobena pet puta. Leoben je također upoznao Thrace s malom djevojčicom za koju je tvrdio da je njezina kćerka nastala od jajnih stanica koje su izvađene iz nje na Caprici. Kada je naposljetku zauvijek biježala iz zatočeništva na Novoj Caprici, pod pritiskom je rekla Leobenu, po prvi puta, da ga voli na što se on nasimjao, a ona ga je ubila

- Kada se vratila na Galacticu, Thrace je saznala da ona mala djevojčica, Kacey, ipak nije njeno dijete već samo Leobenova laž

- Thrace isprva na Galactici, psihološki izmučena, sudjeluje u tajnoj policiji za smaknjivanje tzv. Cylonskih kolaboratora gdje je umalo ubila i Felixa Gaetu

- Nakon toga Thrace se još ponašala vrlo buntovno družeći se s poručnikom Tighom s kojim je okretala pilote jedne protiv drugih. Kada je to doznao admiral Adama otišao je u pilotsku menzu i tražo od njih dvoje da ga ubiju. Kada to nisu napravili admiral Adama je rekao Thrace da mu je nekada bila kao kćerka, ali ne više. Netom poslije Thrace je odlučila ponašala kao nekada.

- Tijekom obrane Hrama Petorke na planetu algi oborena je u raptoru od strane cylona te ju je morala spašavati Dualla koja joj je i opalila šamar. Helo je prepoznao da čudni okrugli simbol u Hramu Petorke liči na Starbuckine slike

- Tijekom operacije snabdijevanja gorivom na plinovitom divu, Starbuck stalno privlači nešto za što ona misli da je cylonski raider. Prati ga do ogromnog vira gdje umalo pogiba. Na Galactici svi misle da je poludjela, jer nitko drugi nije vidio taj cylonski raider. Čak je i žele smijeniti, ali onda se bojnik Adama nudi da ide s njom kao su pilot na idućoj misiji oko tog plinovitog diva. Prije nego što odlazi nazad na plinovitog diva Thrace daje admiralu Adami mali kipić krilate božice Aurore da stavi na drvenu maketu broda kojega on izrađuje. Thrace ponovno viđa cylonski raider i prati ga u ogromni vir u kojemu gubi svijest i ima vizije svoje preminule majke i vodića koji nalikuje na cylona Leobena i koji joj govori kako nije cylon već netko tko će joj pomoći da ode u drugu dimenziju. Thrace se vraća svijest i ona nastavlja potjeru u središte vrtloga unatoč Apollovim molbama da to ne radi. Govori Apollu da ju pusti i da će se vidjeti na drugoj strani. Tada njezin Viper eksplodira pod pritiskom i Apollo vidi njezinu smrt.

- Nakon nekoliko tjedna za vrijeme bitke s Cylonima u Ionianskoj maglici, Apollo uočava lažnjak na radaru. Dok ga traži upada u igu mačke i miša s misterioznim objektom. Kako Apollo pokušava ugedati što je to nađe se licem u lice s Viperom Mark II u kojemu je Kara Thrace, koja mu govori kako je bila na Zemlji i kako se vratila da odvede cijelu flotu onamo.

## Sudbina
Od ranog života, Kara Thrace je vođena kroz ponašanje njene majke za neku posebnu ulogu u životu, zaplet počinje s kopijom Leobena u prvoj sezoni. U trećo sezoni lik umire, ali se vraća kao mogući glasnij na kraju treće sezone.